# Cornish (Utah)
Cornish város az USA Utah államában, Cache megyében. Lakosainak száma 274 fő (2020. április 1.). Cornish Weston és Trenton településekkel határos.

## Népesség
A település népességének változása:
| Lakosok száma | 146  | 288  | 274  |
|               | 1910 | 2010 | 2020 |